# Internal Suffering
Internal Suffering es una banda de brutal death metal de Pereira, Colombia. Esta banda fue formada en noviembre de 1996 y que deriva de la anterior banda Suffer.
Este grupo se caracteriza por el uso de voces guturales y abrasivas típicas del death metal. Han ganado reconocimiento mundial gracias su brutal música y su increíble velocidad. Sus letras tocan temas como la muerte, el caos y la mitología de Kthulhu.
Hoy en día la banda ha ganado muchos seguidores dentro de este género e inclusive han hecho giras por muchos de los países del mundo como Estados Unidos, China, Japón, un sinfín de países europeos y varios países sudamericanos.
Recientemente, Internal Suffering ha editado un nuevo CD titulado "Rituals"¨bajo el sello Estadounidense New Stardar Elite, el cual fue producido y mezclado por su guitarrsitar Mauricio Gallon  y masterizado por Colin Davis en Imperial Studios Texas Usa ( Vile, Origin, Deeds Of Flesh, Disgorge).
```
En 2006 grabaron el álbum Awakening Of The Rebel"("El Despertar Del Rebelde") con el guitarrista japonés MAKOTO MIZOGUCHI a través del sello Norteamericano UNIQUE LEADER RECORDS y distribuido mundialmente por CAROLINE DISTRIBUTION. Este nuevo trabajo será editado en Colombia durante el mes de octubre por el sello HATEWORKS de Manizales (www.hateworks.net) y contendrá 3 canciones extra exclusivas e inéditas. Este CD ha sido grabado en Tampa (Florida) y producido por el genio del Death Metal Erik Rutan (MORBID ANGEL/HATE ETERNAL). 
```

Durante esta gira Colombiana, Internal Suffering presentó temas de toda su discografía, desde el primer y ya clásico álbum "Supreme Knowledge Domain" hasta el nuevo disco "Awakening Of The Rebel". 
Recibieron el título de "Mejor disco de Brutal Death Metal del 2006" por su trabajo "Awakening Of the Rebel" en la revista alemana Guttural Zine. Y fueron nominados en la revista colombiana SHOCK como "Mejor banda de Metal colombiana del año" en el 2007.

## Miembros actuales
- Fabio Marín - (Vocalista)
- Andrés García - (Bajo)
- Wilson Henao- (Batería)
- Mauricio Gallón - (Guitarra)

## Discografía
- Supreme Knowlegde Domain (2000)
- Unmerciful Extermination MCD(2001)
- Chaotic Matrix (2002)
- Choronzonic Force Domination (2004)
- Awakening Of The Rebel (2006)
- Cyclonic Void of Power (2016)
- Rituals (2023)

- Datos: Q1666286